# Artim Sakiri
Artim Shakiri, född 23 september 1973 i Struga, Jugoslavien, är en makedonsk-albansk före detta fotbollsspelare (mittfältare) med sammanlagt 72 landskamper för Makedonien. Han har tidigare bland annat spelat i Allsvenskan för Halmstads BK.

## Klubbar
- FK Vardar ( -1996)
- Halmstads BK (1997-1998)
- Tennis Borussia Berlin (1999-2000)
- HIT Gorica (2001-2002)
- Korotan Prevalje (2001-2002)
- Malatyaspor (2001-2002)
- CSKA Sofia (2002-2003)
- West Bromwich Albion FC (2003-2005)
- Aalborg BK (2005-2006)
- FC Inter Åbo (2006)
- FC Vaduz (2006-2007)
- FK Shkëndija (2007-2008)
- KS Besa Kavajë (2007-2008)
- FK Qarabağ (2008-2009)